# Ada Ehi
Ada Ehi (née le 18 septembre 1987 à Lagos) est une chanteuse de musique chrétienne contemporaine évangélique nigériane.

## Biographie
Ada Ehi nait le 18 septembre 1987 à Lagos. À 10 ans, elle devient choriste de la chanteuse nigériane Tosin Jegede.  Elle étudie la chimie à la Lagos State University (en) et obtient un bachelor of Arts.  Durant ses études, elle rejoint la Believers Loveworld Campus Fellowship et devient membre la chorale de l’église Christ Embassy. 

## Carrière
En 2009, elle signe avec le label Love World Records. Elle sort son premier album Undenied cette même année. Son deuxième album Lifted & So Fly sort en 2013.  

## Distinctions
En 2017, elle remporte un Groove Award pour l'artiste de l'Afrique de l'Ouest de l'année.

## Discographie
- Undenied (2009)
- Lifted & So Fly (2013)
- Future Now (2017)
- Ada's EP (2019)
- Born of GOD (2020)